# Parastenocrobylus macilentus
Parastenocrobylus macilentus är en insektsart som beskrevs av Miller, N.C.E. 1937. Parastenocrobylus macilentus ingår i släktet Parastenocrobylus och familjen gräshoppor. Inga underarter finns listade i Catalogue of Life.